# Rudolph Marcus
Pour les articles homonymes, voir Marcus.
Rudolph A. Marcus (né le 21 juillet 1923 à Montréal) est un chimiste américain d'origine canadienne. Il est récipiendaire du prix Nobel de chimie de 1992 « pour ses contributions à la théorie des réactions par transfert d'électrons dans les systèmes chimiques ». En 2010, il est professeur émérite de chimie au Caltech.

## Biographie
Rudolph Marcus est né à Montréal. Après avoir excellé en mathématiques à l'école secondaire Baron Byng, il obtient un BSc (1943) et un PhD (1946) à l'Université McGill. Après deux années passées à l'université de Caroline du Nord, il entre à l'université Polytechnique de New York où il est nommé professeur en 1958. Il obtient cette même année la nationalité américaine. En 1964 il rejoint l'université de l'Illinois, et après une année passée à l'université d'Oxford, il prend la chaire de chimie Arthur Amos Noyes à Caltech en 1978. 

## Travaux
La théorie de Marcus décrit la vitesse de transfert électronique (en) lors d'une réaction - la vitesse à laquelle un électron peut être transféré d'une espèce chimique (donneur d'électron) sur une autre (accepteur d'électron). Cette théorie est utilisée pour décrire un grand nombre de processus en chimie et en biologie, notamment concernant la photosynthèse, les processus de corrosion, certains types de chimiluminescence et la séparation de charge dans certains types de cellules solaires.

## Distinctions et récompenses
- Membre de l'Académie nationale des sciences (1970)
- Membre de l'American Academy of Arts and Sciences (1973)
- Membre étranger de la Royal Society (1987)
- Membre de la Société américaine de philosophie (1990)
- Membre étranger de la Société royale du Canada (1993)
- Membre étranger de l'Académie chinoise des sciences (1998)
- Prix Anne Molson de chimie (Université McGill, 1943)
- Irving Langmuir (ACS, 1978)[4]
- Robinson Medal (RSC, 1982)[5]
- Columbia University's Chandler Medal (1983)
- Prix Wolf de chimie (1985)[6]
- Peter Debye Award (ACS, 1988)[7]
- Prix Willard-Gibbs (ACS, 1988)
- Centenary Medal (RSC, 1988)[8]
- National Medal of Science (1989)[9]
- Theodore William Richards Award (ACS, 1990)[10]
- William Lloyd Evans Award (université d'État de l'Ohio, 1990)[11]
- Pauling Medal (ACS, 1991)
- Remsen Award (ACS, 1991)
- Edgar Fahs Smith Award (ACS, 1991)[12]
- Prix Nobel de chimie (1992)[1]
- Prix Hirschfelder de chimie (1993)[13]
- Médaille Lavoisier (Société chimique de France, 1994)
- Theoretical Chemistry Award (ACS, 1997)[14]